# In the End (album The Cranberries)
In the End è un album in studio del gruppo musicale irlandese The Cranberries, pubblicato il 26 aprile 2019.
È il primo album pubblicato dopo la morte della cantante Dolores O'Riordan e, secondo le intenzioni della band, l'ultimo in assoluto. L'album è stato anticipato dal singolo All over Now, pubblicato il 15 gennaio 2019, in occasione del primo anniversario della morte della cantante.

## Antefatti
Durante il tour, nella primavera del 2017, Noel Hogan e la cantante della band avevano iniziato a sviluppare i brani musicali contenuti nell'album. Il loro lavoro continuò sino all'inverno successivo con la registrazione delle 11 canzoni. Tuttavia, la prematura morte di O'Riordan e i successivi mesi di sospensione dei lavori della band per il lutto, hanno interrotto il lavoro di produzione. Con il consenso dei familiari di O'Riordan, la produzione del disco riprese successivamente e venne affidata a Stephen Street.

## I testi delle canzoni
I testi delle canzoni sono stati scritti interamente da Dolores O'Riordan. Secondo Fergal Lawler, trapelano i momenti difficili passati dalla cantante nei tre anni precedenti: il divorzio dal marito e le difficoltà psicologiche. Il risultato che accomuna tutti i brani è un desiderio di ripartire nonostante le avversità e, per questo, sono per Fergal un efficace ritratto del carattere di O'Riordan.

## Tracce
1. All over Now – 4:16 (testo: Dolores O'Riordan – musica: Noel Hogan)
2. Lost – 4:00 (Dolores O'Riordan)
3. Wake Me When It's Over – 4:12 (Dolores O'Riordan)
4. A Place I Know – 4:26 (testo: Dolores O'Riordan – musica: Noel Hogan)
5. Catch Me If You Can – 4:38 (Dolores O'Riordan)
6. Got It – 4:02 (Dolores O'Riordan)
7. Illusion – 4:07 (testo: Dolores O'Riordan – musica: Noel Hogan)
8. Crazy Heart – 3:25 (testo: Dolores O'Riordan – musica: Noel Hogan)
9. Summer Song – 3:34 (testo: Dolores O'Riordan – musica: Dan Brodbeck)
10. The Pressure – 3:22 (testo: Dolores O'Riordan – musica: Noel Hogan)
11. In the End – 2:57 (testo: Dolores O'Riordan – musica: Noel Hogan)

## Formazione
- The Cranberries
  - Dolores O'Riordan - voce e armonie vocali
  - Noel Hogan - chitarra elettrica e acustica, mandolino e sintetizzatore
  - Mike Hogan - basso elettrico
  - Fergal Lawler - batteria, percussioni
- Johanna Cranitch - cori (tracce n°1, 2, 6, 7, 8, 10)
- Stefan Baumann - clarinetto basso (tracce n°2, 4, 5, 11)
- Ian Belton, Louise Fuller - violino
- John Metcalfe - viola
- Sophie Harris - violoncello
- Dan Brodbeck - chitarra elettrica e acustica, pianoforte, loop, tecnico del suono
- Olé Koretsky sintetizzatore, tecnico del suono (tracce n° 1, 4)
- Stephen Street - marimba, tastiere, organo, produzione, missaggio
- John Davis - mastering

## Premi
Il 20 novembre 2019 per questo album il gruppo viene nominato ai Grammy Awards 2020, che si sono svolti il 26 gennaio 2020 a Los Angeles. 
È stata la prima volta in cui la band ha ricevuto una nomination ai Grammy.